# Jozef Lenárt
Jozef Lenárt (3. dubna 1923 Liptovská Porúbka – 11. února 2004 Praha) byl komunistický funkcionář, československý premiér v letech 1963–1968. Jedná se o jednoho z mála komunistických funkcionářů, kterým se podařilo udržet na vysokých stranických postech prakticky celé období vlády KSČ – od padesátých let až do roku 1989. Jeho jméno je spjato především s normalizací sedmdesátých a osmdesátých let 20. století.

## Mládí
Pocházel z rodiny dřevařského dělníka. Studium na gymnáziu v Liptovském Mikuláši nedokončil kvůli zhoršení finanční situace rodiny po předčasné smrti otce. V roce 1939 začal pracovat jako dělník v pobočce Baťových závodů v podtatranském Svitu, při zaměstnání studoval na Baťově škole práce. Roku 1941 nastoupil na místo barvířského pomocníka v mateřském závodě firmy ve Zlíně, kde zároveň večerně vystudoval chemickou průmyslovku. Po návratu na Slovensko v roce 1943 vstoupil do ilegální KSS. V řadách partyzánů se aktivně účastnil Slovenského národního povstání, když bylo povstání poraženo, ustoupil s partyzány do hor.

## Počátky politické kariéry
Po válce působil opět ve Svitu, kde se stal tajemníkem závodní organizace KSS. Od roku 1946 pracoval jako profesionální funkcionář KSS. Jeho kariéra byla velice rychlá. Do roku 1947 byl vedoucím tajemníkem Oblastního výboru KSS v Popradu, poté pracoval v oddělení průmyslu Ústředního výboru KSS, roku 1950 se stal ředitelem Závodů 29. augusta v Partizánském a zároveň byl zvolen členem ÚV KSS. V roce 1951 byl již náměstkem ministra lehkého průmyslu.
V polovině padesátých let absolvoval Vysokou stranickou školu Ústředního výboru KSSS v Moskvě, což ho předurčilo k nejvyšším stranickým postům – hned po návratu se stal vedoucím tajemníkem Krajského výboru KSS v Bratislavě.
V roce 1958 se stal členem Ústředního výboru KSČ. Od tohoto roku byl i členem předsednictva ÚV KSS a jeho ideologickým tajemníkem. Tyto dvě funkce zastával do roku 1962. Roku 1960 byl poprvé zvolen do Národního shromáždění ČSSR. O dva roky později byl v doplňovacích volbách zvolen také poslancem Slovenské národní rady. Při účasti 99,05 % pro Lenárta hlasovalo 100 % voličů. Vzápětí po složení poslaneckého slibu byl jednomyslně zvolen předsedou SNR. Tato funkce mu zajišťovala členství v předsednictvu ÚV KSČ.

## Působení v rehabilitačních komisích
V roce 1962 byl Lenárt členem Kolderovy komise, která měla přezkoumat vykonstruované politické procesy s komunistickými funkcionáři v 50. letech. V komisi vedl skupinu, zabývající se tzv. procesem s buržoazními nacionalisty. Výsledkem práce skupiny byl návrh na úplnou soudní rehabilitaci odsouzených. V rámci KSČ ale nebyla plná rehabilitace navržena kvůli jejich údajnému nacionalismu. Měli se stát pouze řadovými členy strany. Tento kompromisní výsledek byl důsledkem tlaku ze strany prvního tajemníka ÚV KSČ Antonína Novotného, mezi jehož chráněnce Lenárt od počátku 60. let patřil. Novotný nechtěl odsouzené plně rehabilitovat, protože na procesech se také podílel a obával se důsledků, které by pro stranu přineslo odhalení neviny odsouzených.
Závěry Kolderovy komise vyvolaly odpor mezi slovenskými stranickými funkcionáři a kulturními pracovníky, proto byla pro další přezkoumání případu buržoazních nacionalistů v červnu 1963 vytvořena tzv. Barnabitská komise v čele s Lenártem. Ta přes odpor Novotného navrhla plnou stranickou rehabilitaci všech obětí procesu. Již během jednání komise byla odpovědnost za proces připsána tehdejšímu předsedovi vlády Viliamovi Širokému a ten byl ze své funkce odvolán. Na jeho místo 20. září 1963 nastoupil Lenárt.

## V čele vlády
Vláda Jozefa Lenárta se zabývala hlavně hospodářskými záležitostmi. Byla připravována reforma, která měla zlepšit stav ekonomiky. Lenárt byl pro umírněné změny, např. zvýšení samostatnosti podniků. Prosazoval rozvoj vědy a výzkumu, nákup licencí ze Západu a spolupráci se západními firmami.
Politicky nebyl vyhraněný a byl vždy loajální vůči Antonínu Novotnému. Podporoval ho v jeho slovenské politice a byl odpůrcem snah o větší samostatnost Slovenska. Prosazoval ale zvyšování investic do slovenského hospodářství, čímž značně přispěl k jeho industrializaci.
Lenárt zůstal na straně Novotného i v době politické krize, která v lednu 1968 vedla k Novotného nahrazení ve funkci prvního tajemníka Alexandrem Dubčekem. Novotný se ještě pokusil navrhnout na své místo Lenárta, aby si jeho prostřednictvím udržel vliv, ale ten odmítl a navrhl Dubčeka.

## Působení během roku 1968
Na počátku pražského jara Lenárt schvaloval reformní politický kurs. Novotného již nepodporoval a po jeho rezignaci na funkci prezidenta republiky 22. března společně s místopředsedy vlády Otakarem Šimůnkem, Františkem Krajčírem a Oldřichem Černíkem dočasně převzal některé prezidentské pravomoci. Již 30. března byl ale z funkce premiéra odvolán. Důvodem byla jeho předchozí spjatost s Novotným a také nepsané pravidlo, že pokud je první tajemník Slovák, předseda vlády by měl být Čech. Byl odvolán i z funkce hlasujícího člena předsednictva ÚV KSČ. Z vysoké politiky ale odstraněn nebyl, stal se tajemníkem pro stranickou výchovu a mezinárodní vztahy, členem sekretariátu ÚV KSČ a kandidátem předsednictva ÚV KSČ.
I když od května se začal postupně přiklánět na stranu konzervativních sil, ve straně i společnosti byl stále považován za zastánce reforem. Byl jedním z nejpopulárnějších politiků, na Slovensku se v průzkumu oblíbenosti umístil na druhém místě po Dubčekovi.
Po sovětské invazi se podílel na pokusu o vytvoření kolaborantské dělnicko-rolnické vlády. Lenárt společně s Kolderem, Biľakem a Indrou se 21. srpna neúspěšně pokoušeli přesvědčit prezidenta Ludvíka Svobodu, aby podpořil ustavení této vlády. Zúčastnil se i dalšího neúspěšného jednání o dělnicko-rolnické vládě, které proběhlo o den později na sovětském velvyslanectví. Poté odletěl do Moskvy, kde se účastnil jednání, která vedla k podpisu Moskevského protokolu.
Po návratu pokračoval v činnosti ve svých stranických funkcích. V listopadu předal zahraniční oddělení ÚV KSČ Biľakovi a věnoval se oddělení stranické výchovy a propagandy, pod nějž spadala i kontrola médií. Zde se podílel na znovuzavedení cenzury.

## Období normalizace
Díky své podpoře normalizačního vedení v čele s Gustávem Husákem strávil sedmdesátá a osmdesátá léta v nejvyšších stranických funkcích. V letech 1970 až 1989 byl členem předsednictva ÚV KSČ. Od konce ledna 1970 byl zároveň 1. tajemníkem ÚV KSS. Celou tuto dobu byl také poslancem Federálního shromáždění, což se u takto vysoce postavených členů komunistického aparátu považovalo za samozřejmé. Po nástupu do funkce prvního tajemníka ÚV KSS byl společně s Husákem a Colotkou členem komise, která prováděla čistky v ústředním výboru a mezi krajskými tajemníky strany. V Bratislavě se podílel na čistkách mezi komunisty a pracovníky centrálních úřadů. Celkový dopad čistek byl ale na Slovensku výrazně mírnější než v českých zemích. V roce 1971 získal další funkci, a to předsedy slovenského Ústředního výboru Národní fronty.
V lednu 1988 byl Lenárt z funkce prvního tajemníka ÚV KSS odvolán a nahrazen Ignácem Janákem. Byl jmenován tajemníkem ÚV KSČ pro ekonomiku (do ledna 1989), v prosinci 1988 také tajemníkem pro ideologii a zahraniční vztahy.

## Život po roce 1989
Po sametové revoluci roku 1989 byl nejprve zbaven všech funkcí a v roce 1990 následně vyloučen z KSČ. Po rozdělení Československa si zvolil české státní občanství a žil v Praze.
Od roku 1995 probíhalo policejní vyšetřování jeho činnosti v srpnu 1968. V roce 1996 byla proti němu a Milošovi Jakešovi vznesena obžaloba z přípravy vlastizrady. V průběhu kauzy, která se táhla několik let, bylo obvinění zmírněno na napomáhání k pokusu o vlastizradu. Oba obžalovaní byli roku 2003 vrchním soudem zproštěni viny.

### Vyznamenání
- Vyznamenání Za zásluhy o výstavbu, č. matriky 2758, 1958[10]
- Řád republiky – č. matriky 645, 1973[11]
- Řád republiky – č. matriky 700, 1973[11]
- Řád Vítězného února – č. matriky 10, 1973[12]
- Řád Říjnové revoluce (Sovětský svaz)